# Thomas Selfridge
Thomas Etholen Selfridge (ur. 8 lutego 1882 w San Francisco, zm. 17 września 1908 w Fort Myer) – oficer amerykańskich sił zbrojnych, pierwsza osoba, która zginęła w wypadku samolotu silnikowego. Zginął podczas lotu demonstracyjnego samolotem pilotowanym przez Orville'a Wrighta. 

## Życiorys
Thomas Selfridge urodził się 8 lutego 1882 roku w San Francisco. W 1903 roku ukończył Akademię Wojskową Stanów Zjednoczonych w West Point. Po ukończeniu studiów został mianowany porucznikiem artylerii polowej, jednak zainteresował się aeronautyką, która wówczas była nowatorską dziedziną techniki. W 1907 roku spotkał w Waszyngtonie Alexandra Grahama Bella, który eksperymentował w tym okresie z samolotami silnikowymi, i opowiedział mu o swoim zainteresowaniu awioniką. Bell był pod wrażeniem zaangażowania młodego porucznika, zaprosił go do swojego zespołu badawczego Aerial Experiment Association i poprosił prezydenta Theodore'a Roosevelta o przydzielenie Selfridge'a jako oficjalnego obserwatora wojskowego zaplanowanych przez niego lotów demonstracyjnych, na co ten się zgodził.
W wyniku współpracy z Bellem, Selfridge został jednym z członków Aerial Experiment Association (wraz z Glennem Curtissem, Frederickiem Walkerem Baldwinem oraz Johnem Alexandrem Douglasem McCurdym). Zaprojektował on pierwszy samolot zespołu, oznaczony jako Aerodrome No.1 (znany też jako Red Wing ze względu na czerwony jedwab pokrywający jego powierzchnie nośne). Pierwszy lot samolotu odbył się 12 marca 1908 roku, za jego sterami zasiadał Frederick Walker Baldwin. Selfridge nigdy nie miał okazji pilotować samolotu Red Wing. Jego pierwszy lot odbył się 17 maja 1908 roku, za sterami samolotu Aerodrome #2 (znanego również jako AEA White Wing), kiedy przeleciał dystans 93 jard (85 m) na wysokości 10 stóp (3,0 m). Tym samym został pierwszym amerykańskim żołnierzem, który pilotował samolot. 

## Śmierć

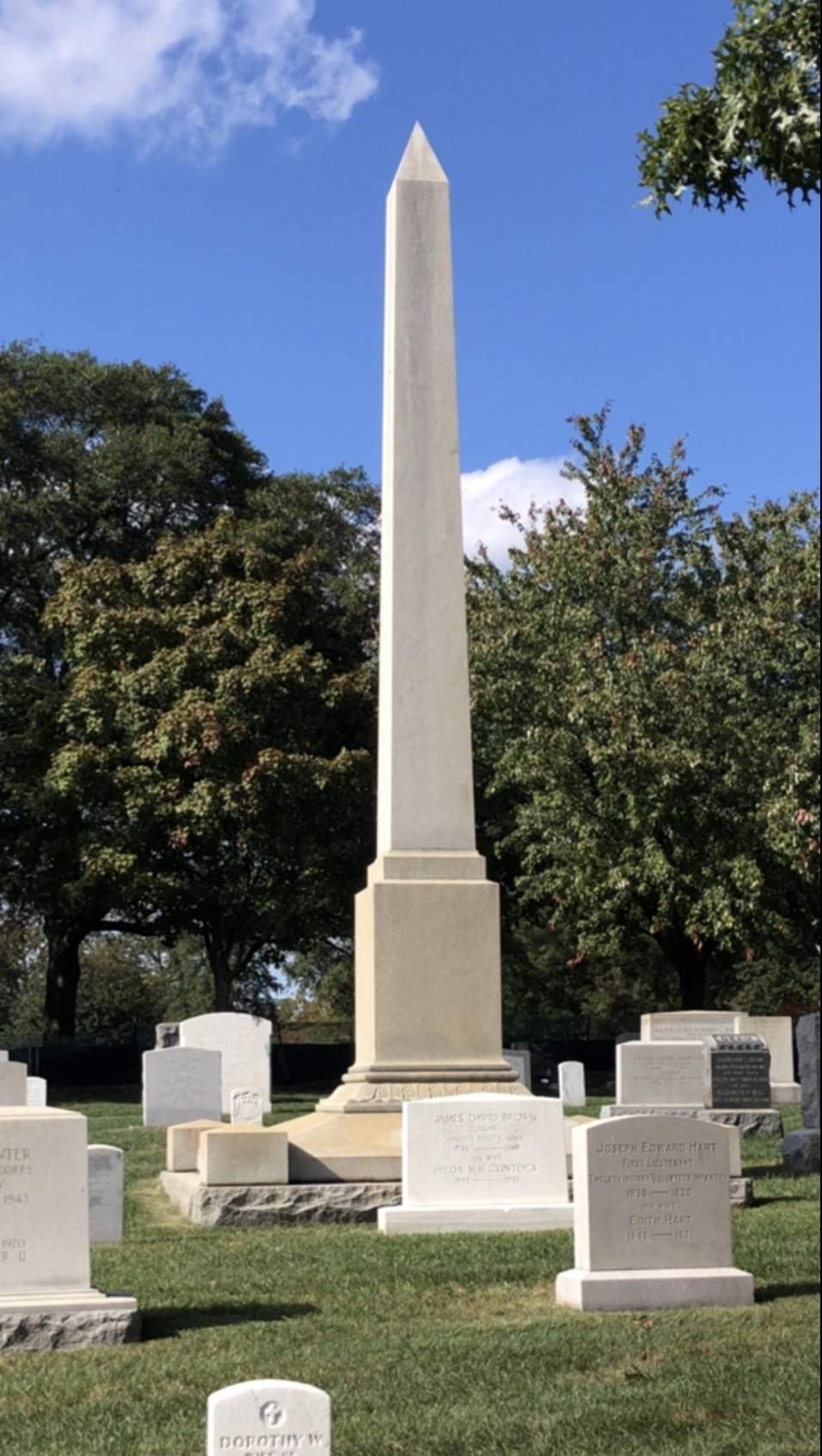

We wrześniu 1908 roku, Orville Wright odwiedził bazę wojskową Fort Myer w stanie Wirginia, aby zaprezentować swój samolot. 17 września 1908 Orville Wright przygotowywał się do lotu demonstracyjnego, gdy znajomy oficer zachęcił Selfridge'a do wzięcia udziału w locie. Selfridge zajął miejsce obok Wrighta i wspólnie rozpoczęli lot. Przed lotem w samolocie zainstalowano nowe, wydłużone śmigło, które nie było wcześniej testowane. Nadmierne wibracje spowodowały, że śmigło uderzyło w linę odciągową, wyrywając ją z mocowania w sterze i odłamując śmigło około 2 stopy (0,61 m) od końca, a następnie powodując upadek samolotu na ziemię z wysokości około 110 stóp (34 m). Selfridge złamał czaszkę, gdy uderzył głową o rozpórkę, w wyniku czego natychmiast stracił przytomność. Selfridge został natychmiast przeniesiony na noszach do szpitala wojskowego (wraz z Wrightem) i umieszczony na stole operacyjnym, jednak zmarł tego samego wieczoru, nie odzyskując przytomności. Orville Wright doznał w wyniku wypadku złamania nogi i kilku żeber. Samolot rozbił się 50 jardów od zachodniej bramy Cmentarza Narodowego w Arlington, na którym tydzień później Selfridge został pochowany ze wszystkimi honorami wojskowymi.

## Dziedzictwo
Thomas Selfridge wniósł kluczowy wkład w rozwój lotnictwa. Na jego cześć nazwano bazę lotniczą Selfridge Air National Guard Base w stanie Michigan. W lipcu 1917 roku jego nazwiskiem nazwano pole lotnicze niedaleko Mount Clemens. W 1965 roku został pośmiertnie wprowadzony do National Aviation Hall of Fame w Dayton.